# Deutsche Alpine Skimeisterschaften 2005
Die Deutschen Alpinen Skimeisterschaften 2005 fanden vom 16. bis 23. März 2005 in Berchtesgaden und im österreichischen Zauchensee statt. Die Abfahrt wurde in Zauchensee ausgetragen, Riesenslalom und Slalom in Berchtesgaden.

## Herren

### Abfahrt
| Platz | Name                         | Zeit        |
| ----- | ---------------------------- | ----------- |
| 01    | Georg Streitberger (AUT)     | 1:27,12 min |
| 02    | Peter Strodl                 | 1:27,36 min |
| 03    | Max Rauffer                  | 1:27,37 min |
| 04    | Florian Eckert               | 1:27,45 min |
| 05    | Matthias Lanzinger (AUT)     | 1:27,59 min |
| 06    | Manfred Berchtold (AUT)      | 1:27,62 min |
| 07    | Christoph Alster (AUT)       | 1:27,63 min |
| 08    | Christian Flaschberger (AUT) | 1:27,71 min |
| 09    | Thomas Franz (AUT)           | 1:28,06 min |
| 010   | Tobias Stechert              | 1:28,62 min |

Datum: 16. März 2005

Ort: Zauchensee

### Super-G
nicht ausgetragen

### Riesenslalom
| Platz | Name                       | Zeit        |
| ----- | -------------------------- | ----------- |
| 01    | Hannes Reiter (AUT)        | 2:16,58 min |
| 02    | Felix Neureuther           | 2:16,63 min |
| 03    | Matthias Lanzinger (AUT)   | 2:16,78 min |
| 04    | Christoph Alster (AUT)     | 2:17,09 min |
| 05    | Florian Eckert             | 2:17,12 min |
| 06    | Martin Kroisleitner (AUT)  | 2:17,28 min |
| 07    | Christoph Kornberger (AUT) | 2:17,40 min |
| 08    | Martin Marinac (AUT)       | 2:17,42 min |
| 09    | Ondřej Bank (CZE)          | 2:17,52 min |
| 010   | Peter Strodl               | 2:17,54 min |

Datum: 22. März 2005

Ort: Berchtesgaden

### Slalom
| Platz | Name                      | Zeit        |
| ----- | ------------------------- | ----------- |
| 01    | Alexander Koll (AUT)      | 1:40,55 min |
| 02    | Hannes Reiter (AUT)       | 1:41,25 min |
| 03    | Philipp Schörghofer (AUT) | 1:41,50 min |
| 04    | Jouni Kaitala (FIN)       | 1:41,63 min |
| 05    | Marcel Lorenzin (AUT)     | 1:41,68 min |
| 06    | Rogier Oosterbaan (NED)   | 1:41,70 min |
| 07    | Stefan Kogler             | 1:42,04 min |
| 08    | Petri Härkönen (FIN)      | 1:42,40 min |
| 09    | Noel Baxter (GBR)         | 1:42,52 min |
| 010   | Felix Neureuther          | 1:44,02 min |
| 015   | Philipp Meysel            | 1:45,45 min |

Datum: 21. März 2005

Ort: Berchtesgaden

### Super-Kombination
nicht ausgetragen

## Damen

### Abfahrt
| Platz | Name                       | Zeit        |
| ----- | -------------------------- | ----------- |
| 01    | Hilde Gerg                 | 1:31,15 min |
| 02    | Petra Haltmayr             | 1:31,34 min |
| 03    | Martina Lechner (AUT)      | 1:32,24 min |
| 04    | Fanny Chmelar              | 1:32,49 min |
| 05    | Monika Bergmann-Schmuderer | 1:32,66 min |
| 06    | Kirsten Lee Clark (USA)    | 1:32,68 min |
| 07    | Andrea Felber (AUT)        | 1:33,14 min |
| 08    | Katrin Faschian            | 1:33,26 min |
| 09    | Monika Springl             | 1:33,42 min |
| 010   | Ellen Hild                 | 1:33,49 min |

Datum: 16. März 2005

Ort: Zauchensee

### Super-G
nicht ausgetragen

### Riesenslalom
| Platz | Name                  | Zeit        |
| ----- | --------------------- | ----------- |
| 01    | Martina Ertl          | 2:35,32 min |
| 02    | Silke Bachmann (ITA)  | 2:36,29 min |
| 03    | Anja Blieninger       | 2:36,66 min |
| 04    | Noriyo Hiroi (JPN)    | 2:36,74 min |
| 05    | Anna Fenninger (AUT)  | 2:36,77 min |
| 06    | Kathrin Hölzl         | 2:36,92 min |
| 07    | Hiromi Yumoto (JPN)   | 2:36,95 min |
| 08    | Sandra Gini (SUI)     | 2:36,97 min |
| 09    | Rabea Grand (SUI)     | 2:37,06 min |
| 010   | Kathrin Wilhelm (AUT) | 2:37,16 min |

Datum: 21. März 2005

Ort: Berchtesgaden

### Slalom
| Platz | Name                       | Zeit        |
| ----- | -------------------------- | ----------- |
| 01    | Noriyo Hiroi (JPN)         | 1:42,80 min |
| 02    | Monika Bergmann-Schmuderer | 1:43,55 min |
| 03    | Silke Bachmann (ITA)       | 1:43,82 min |
| 04    | Marlies Oester (SUI)       | 1:44,31 min |
| 05    | Annemarie Gerg             | 1:44,36 min |
| 06    | Matea Ferk (CRO)           | 1:44,77 min |
| 07    | Mizue Hoshi (JPN)          | 1:45,13 min |
| 08    | Johanna Schnarf (ITA)      | 1:45,18 min |
| 09    | Sabrina Beer               | 1:45,19 min |
| 010   | Marina Nigg (LIE)          | 1:45,21 min |

Datum: 22. März 2005

Ort: Berchtesgaden

### Super-Kombination
nicht ausgetragen

## Anmerkung
1. 1 2 3 4 5 6 7 8 9 10 11 12 13 14 15 16 17 18 19 20 21 22 23 24 25 26  Ausländische Teilnehmer erhielten keine Medaillen.